# Maria Alexe
Maria Stere Alexe este sotia fostului om politic Gheorghe Gheorghiu-Dej, a fost fiica unui proprietar de apa gazoasa (sifonar) din portul Galati.
Nunta dintre Maria Stere Alexe si Gheorghe Gheorghiu-Dej a avut loc in anul 1926 iau aceasta a cerut divortul in anul 1933 cand Gheorghiu-Dej a fost mutat disciplinar la atelierele CFR din Dej iar aceasta a refuzat sa il urmeze
1. ↑  „Maria Stere Alexe, soţia lui Gheorghiu-Dej, era fiica proprietarului unei fabrici de apă gazoasă din portul Galaţi. Mariajul a fost o combinaţie periculoasă de amor şi materialism. S-a ajuns la divorţ după doar cinci ani. Începutul carierei politice a lui Dej coincide, straniu, cu divorţul de Maria”. Historia. Accesat în 6 august 2025. Verificați datele pentru: |access-date= (ajutor)